# 维索察妮站
维索察妮站是一座布拉格地铁B线的地铁站。此站站名背景是附近同名的城市分区。